# Алстер (округ)
Округ Алстер (англ. Ulster County) — округ штата Нью-Йорк, США. Население округа на 2000 год составляло 177694 человек. Административный центр округа — город Кингстон.

## История
Округ Алстер основан в 1683 году. Источник образования округа Алстер: один из 12 первоначальных округов, сформированных в Нью-Йоркской колонии.

## География
Округ занимает площадь 3007 км².

## Демография
Согласно переписи населения 2000 года, в округе Алстер проживало 177694 человек. По оценке Бюро переписи населения США, к 2009 году население увеличилось на 2,1 %, до 181440 человек. Плотность населения составляла 60.3 человек на квадратный километр.